# Tomasz Kwiatkowski (żużlowiec)
Tomasz Kwiatkowski (ur. 17 grudnia 1981) – polski żużlowiec.
Sport żużlowy uprawiał w latach 1998–2003 w barwach klubów: Pergo Gorzów Wlkp. (1998-2000), WKM Warszawa (2001), Iskry Ostrów Wlkp. (2002) oraz KM Ostrów Wlkp. (2003). Brązowy medalista Drużynowych mistrzostw Polski (2000). Finalista Indywidualnych mistrzostw Europy juniorów w 2000 roku – XII miejsce. Dwukrotny finalista Młodzieżowych drużynowych mistrzostw Polski: w 1999 – I miejsce i 2000 – IV miejsce. Finalista turnieju o Srebrny Kask (2002) – XI miejsce.